# Mega Man
Mega Man (hay Rock Man ở thị trường Nhật Bản) là loạt trò chơi điện tử của Capcom, với nhân vật chính mang tên Mega Man. Phát hành lần đầu năm 1987 trên hệ máy Nintendo Entertainment System, Mega Man là loạt trò chơi được sản xuất nhiều nhất của Capcom vơi hơn 50 lần phát hành. Ngày 31 tháng 12 năm 2010, đã có tổng cộng trên 28 triệu bản được phát hành trên toàn thế giới.

## Các trò chơi

### Loạt trò chơi chính
Trong cốt truyện của loạt trò chơi chính, Rock là một người máy giống người được tạo ra trong phòng thí nghiệm bởi một nhà khoa học là Tiến sĩ Light (Dr. Light). Trước sự phản bội của Tiến sĩ Wily (Dr. Wily), Rock được biến đổi thành một người máy chiến đấu để bảo vệ thế giới khỏi sự đe dọa của đội quân độc ác của tiến sĩ Wily. Từ đây, Rock trở thành Mega Man - Cái tên gọi RockMan cũng được bắt nguồn từ đây.
Người chơi sẽ điều khiển nhân vật Mega Man, sử dụng vũ khí là "Mega Buster", một khẩu súng đại bác được thiết kế là cánh tay của Mega Man, để tiêu diệt những người máy kẻ thù. Sau khi đánh bại một Bậc thầy Người máy (Robot Master), trùm của mỗi mức chơi, Mega Man sẽ có khả năng sử dụng vũ khí của bậc thầy người máy đó. Mỗi bật thầy người máy có một đặc tính và khả năng riêng biệt, chẳng hạn như Người Lửa, Người Băng, Người Đá,... Sau khi đánh bại tất cả các bậc thầy người máy, Mega Man sẽ đến Pháo Đài Chủ để đối đầu với tiến sĩ Wily, người đứng sau quân đoàn người máy độc ác.
Những trò chơi sau của loạt trò chơi còn có các sự lựa chọn cho những nhân vật mới có những khả năng mới, chẳng hạn như Proto Man và Bass.

### Loạt chính trên các thiết bị cầm tay
- Mega Man: Dr. Wily's Revenge – Game Boy, 1991
- Mega Man II – Game Boy, 1991 (JP), 1992 (US)
- Mega Man III – Game Boy, 1992
- Mega Man IV – Game Boy, 1993
- Mega Man V – Game Boy, 1994
- Mega Man (Game Gear) – Game Gear, 1995, (US Only)
- Rockman & Forte: Challenger from the Future – WonderSwan, 1999, (JP Only)
- Rockman Battle & Fighters – Neo Geo Pocket Color, 2000

### Mega Man X
- Mega Man X – Super Famicom/SNES, PC, 1994
- Mega Man X2 – Super Famicom/SNES, 1995
- Mega Man X3 – Super Famicom/SNES, PlayStation, Sega Saturn, PC, 1995, 1996
- Mega Man X4 – PlayStation, Sega Saturn, PC, 1997
- Mega Man X5 – PlayStation, PC, 2000
- Mega Man Xtreme – Game Boy Color, 2000
- Mega Man X6 – PlayStation, PC (South Korean version only), 2001
- Mega Man Xtreme 2 – Game Boy Color, 2001
- Mega Man X7 – PlayStation 2, PC (South Korean version only), 2003
- Mega Man X8 (Subtitle – Paradise Lost) – PlayStation 2, PC, 2004
- Mega Man X Command Mission – Nintendo Gamecube, Playstation 2, 2004

Capcom muốn nâng cấp âm thanh và đồ họa của trò chơi từ NES lên SNES, vì vậy họ đã phát hành trò chơi Mega Man X vào năm 1993. Loạt trò chơi này giới thiệu một nhân vật mới mạnh mẽ hơn, là "Mega Man X", là người máy được nâng cấp từ Rock bởi tiến sĩ Light.
Ngoài Mega Man X, còn có một số nhân vật khác mà người chơi có thể điều khiển là Maverick Hunter Zero và Axl.

### Mega Man Legend
- Mega Man Legends/Mega Man 64 – PlayStation, Nintendo 64, PC, PlayStation Portable (chỉ ở Nhật), 1997, 1998
- The Misadventures of Tron Bonne – PlayStation, 1999, 2000 - a prequel set before the events of the original Mega Man Legends.
- Mega Man Legends 2 – PlayStation, PC, PlayStation Portable (chỉ ở Nhật) 2000

Mega Man Legend là trò chơi 3D được tạo ra để tiếp cận với nền tảng phần cứng đồ họa cao cấp vào những năm 1997. Nhân vật chính là Mega Man (Rock) Volnutt.

### Mega Man Battle Network
- Mega Man Battle Network – Game Boy Advance, 2001
- Mega Man Battle Network 2 – Game Boy Advance, 2001
- Mega Man Battle Network 3 - White version / Blue version – Game Boy Advance, 2002
- Mega Man Network Transmission – Nintendo GameCube, 2003
- Mega Man Battle Network 4 - Red Sun version / Blue Moon version – Game Boy Advance, 2003
- Mega Man Battle Network 5 - Team ProtoMan version / Team Colonel version – Game Boy Advance, 2004
- Mega Man Battle Network 6 - Cybeast Falzar version / Cybeast Gregar version – Game Boy Advance, 2005

Mega Man Battle Network là loạt trò chơi được phát hành đầu tiên trên hệ máy Game Boy Advance vào năm 2001 để kỷ niệm 15 năm loạt trò chơi Mega Man.

### Mega Man Zero
- Mega Man Zero – Game Boy Advance, 2002
- Mega Man Zero 2 – Game Boy Advance, 2003
- Mega Man Zero 3 – Game Boy Advance, 2004
- Mega Man Zero 4 – Game Boy Advance, 2005

Mega Man Zero là loạt trò chơi được phát hành vào năm 2002 trên hệ máy Game Boy Advance với nhân vật chính là Zero, nhân vật đã từng xuất hiện trong Mega Man X.

### Mega Man ZX
- Mega Man ZX – Nintendo DS, 2006
- Mega Man ZX Advent – Nintendo DS, 2007

Trò chơi đầu tiên của loạt trò chơi này được phát hành năm 2006. Lấy bối cảnh 200 năm sau Zero, trò chơi này nổi bật lên sự pha trộn thuộc tính giữa con người và người máy. Đây là loạt trò chơi đầu tiên người chơi có thể điều khiển nhân vật là con người.

### Mega Man Star Force
- Mega Man Star Force - Pegasus version / Leo version / Dragon version – Nintendo DS, 2006
- Mega Man Star Force 2 - Zerker × Saurian version / Zerker × Ninja version – Nintendo DS, 2007
- Mega Man Star Force 3 - Black Ace version / Red Joker version – Nintendo DS, 2009

Star Force ra mắt trùng với ngày kỷ niệm 20 năm loạt trò chơi Mega Man ra mắt. Thời kỳ của bối cảnh trò chơi là khi công nghệ bức xạ điện tử phát triển vượt bậc và có thể kết nối thế giới thông qua sóng radio. Có hai nhân vật chính là Geo Stelar và Omega-Xis.

## Xuất hiện trên truyền thông
Có nhiều chương trình truyền hình được làm dựa trên loạt trò chơi này như OVA Mega Man: Upon a Star ở Nhật. Ngoài ra, Mega Man còn xuất hiện trong Mega Man NT Warrior và Mega Man Star Force.
Maga Man cũng có mặt trên một vài truyện tranh và mạn họa tại Nhật Bản, có thể kể đến MegaMan NT Warrior của Ryo Takamisaki, hay Rockman Gigamix của Hitoshi Ariga.
Năm 1991, một phiên bản tiểu thuyết nhỏ của Mega Man 2 được phát hành, là một phần của loạt tiểu thuyết Worlds of Power.